# Фрёшвиллер
Фрёшвиллер (фр. Froeschwiller) — коммуна на северо-востоке Франции в регионе Гранд-Эст (бывший Эльзас — Шампань — Арденны — Лотарингия), департамент Нижний Рейн, округ Агно-Висамбур, кантон Рейшсоффен.

## Географическое положение
Коммуна расположена на расстоянии около 400 км на восток от Парижа и в 45 км севернее Страсбура.
Площадь коммуны — 5,75 км², население — 516 человек (2006) с тенденцией к стабилизации: 522 человека (2013), плотность населения — 90,8 чел/км².

## Население
Население коммуны в 2011 году составляло 536 человек, в 2012 году — 529 человек, а в 2013-м — 522 человека.
| 1962 | 1968 | 1975 | 1982 | 1990 | 1999 | 2006 | 2008 | 2011 | 2012 | 2013 |
| ---- | ---- | ---- | ---- | ---- | ---- | ---- | ---- | ---- | ---- | ---- |
| 438  | 465  | 484  | 508  | 515  | 564  | 516  | 529  | 536  | 529  | 522  |

Динамика населения:

## Экономика
В 2010 году из 344 человек трудоспособного возраста (от 15 до 64 лет) 256 были экономически активными, 88 — неактивными (показатель активности 74,4 %, в 1999 году — 68,1 %). Из 256 активных трудоспособных жителей работали 234 человека (132 мужчины и 102 женщины), 22 числились безработными (13 мужчин и 9 женщин). Среди 88 трудоспособных неактивных граждан 25 были учениками либо студентами, 25 — пенсионерами, а ещё 38 — были неактивны в силу других причин.

## Достопримечательности (фотогалерея)
Среди прочего, в коммуне расположены шато, церкви сен-Мишель (1874) и de la Paix (1876).

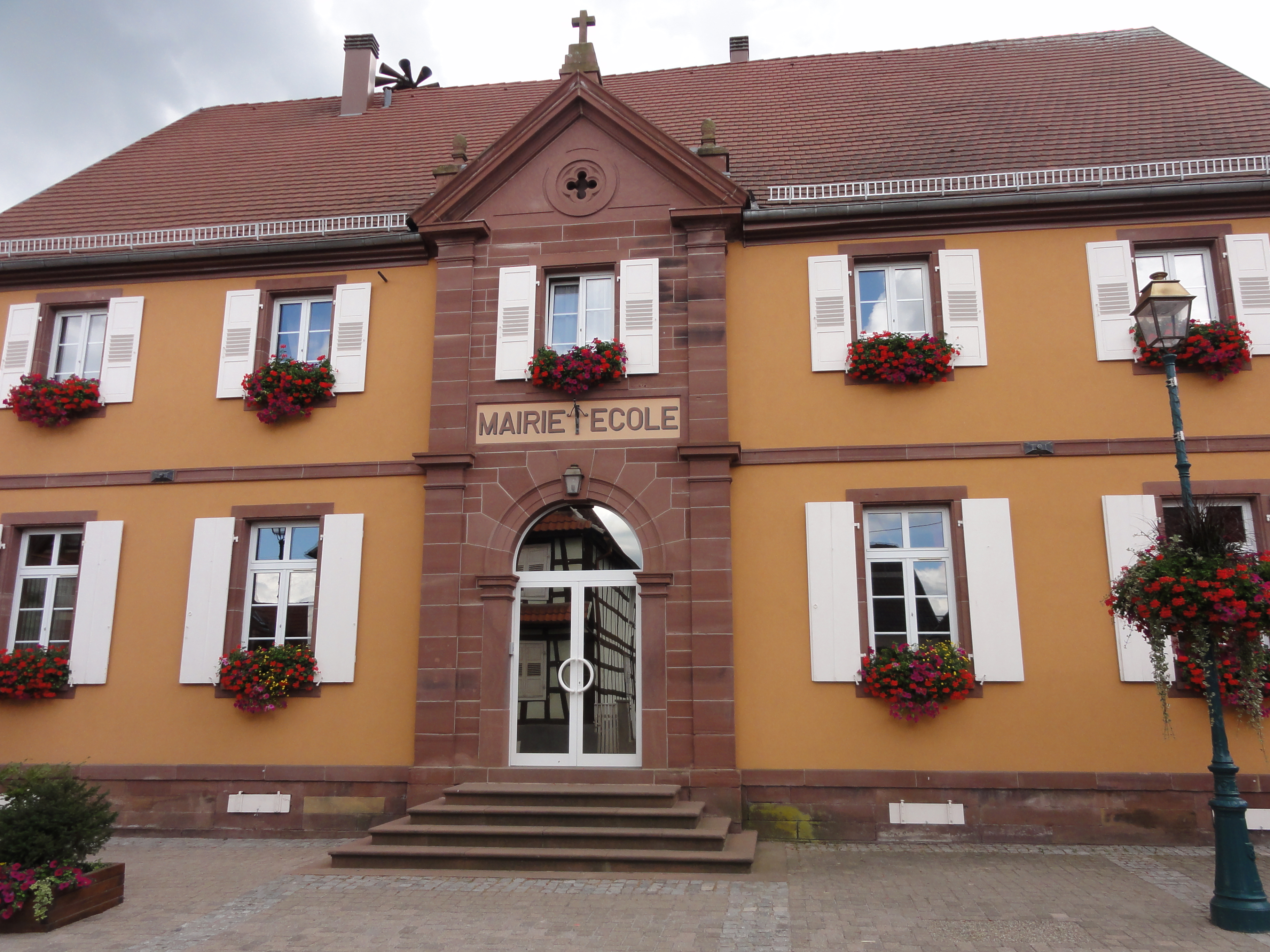
Здание мэрии-школы
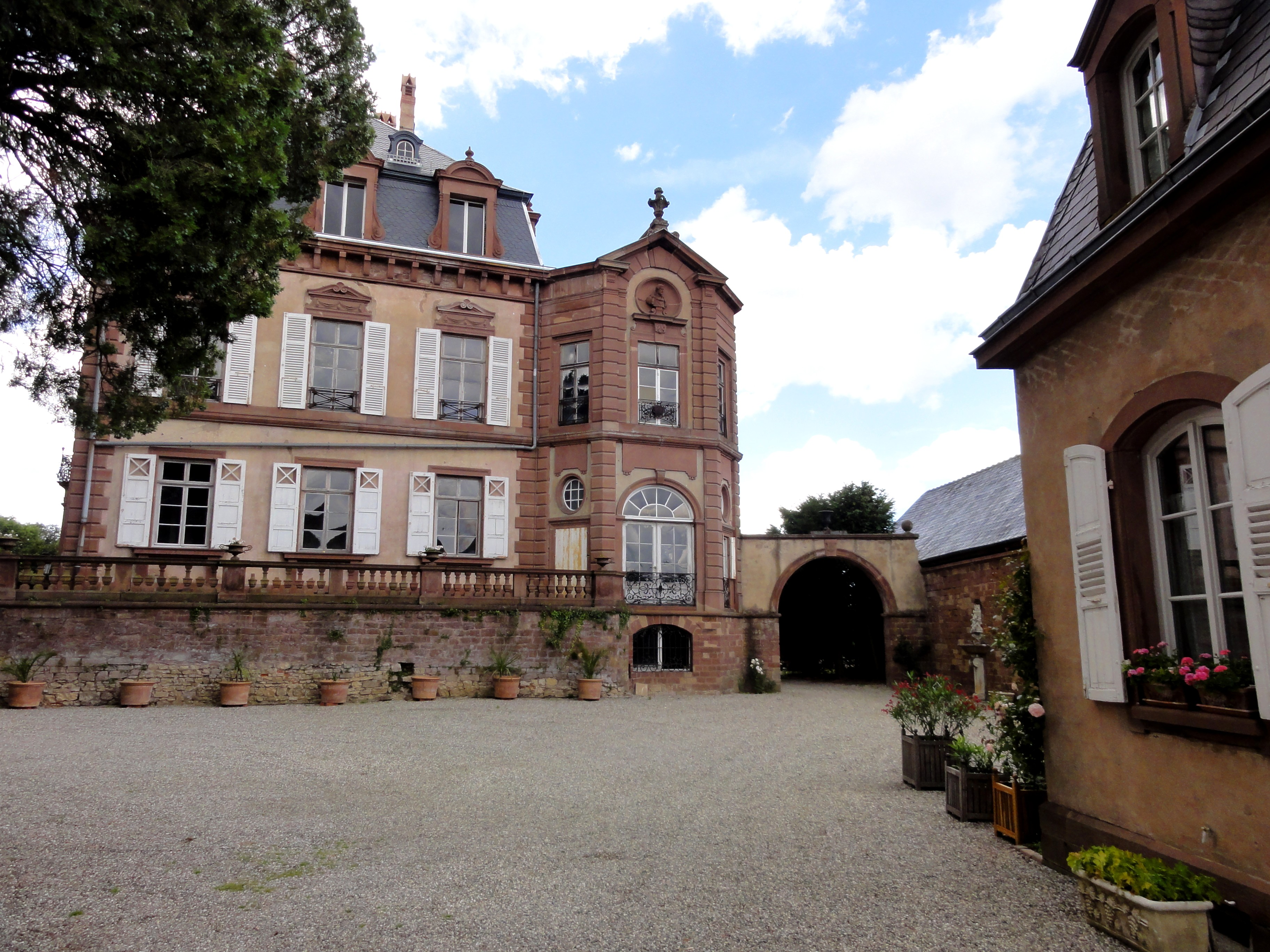
Шато (1890)[12].
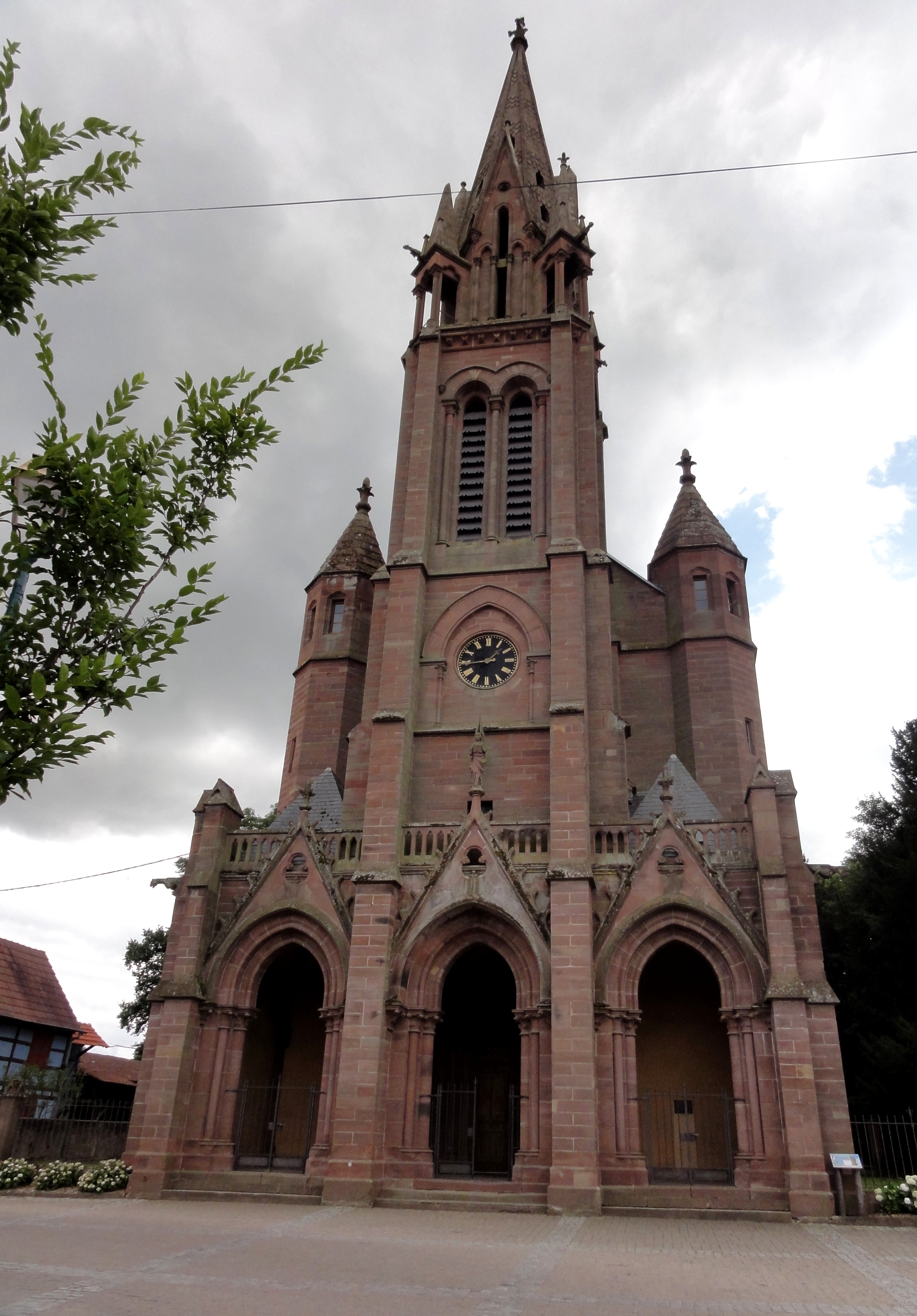
Церковь (1876)[15].